# Gravamina der deutschen Nation
Die Gravamina der deutschen Nation (lat. Gravamina nationis germanicae) waren spätmittelalterliche und frühneuzeitliche Beschwerden aus dem deutschsprachigen Raum gegen den Papst und die Kurie in Rom. Sie hatten erhebliche Bedeutung für die Schaffung einer antipäpstlichen Stimmung, an die Martin Luther und die Reformatoren anknüpfen konnten. Die Gravaminabewegung hatte erheblichen Einfluss auf die Entstehung eines deutschen Selbstverständnisses als einer Vorform des Nationalbewusstseins.

## Begriff
Das aktive Verständnis von Gravamina als Beschwerden, die von deutscher Seite gegen Rom vorgebracht werden, begegnet erstmals 1522/23 auf dem zweiten Nürnberger Reichstag: Der weltlichen Reichsstände Beschwerden, so sie gegen den Stuhl zu Rom und andern geistlichen Ständen haben. Bis dahin, und so auch in den Frankfurter Avisamenta 1456 und den Wormser Gravamina 1521, sind Gravamina Beschwerungen bzw. Belastungen, die der päpstliche Stuhl der deutschen Nation auferlegt.

## Vorgeschichte
1448 wurde das Wiener Konkordat zwischen Papst Nikolaus V. und dem späteren Kaiser Friedrich III. für die natio Alamanica abgeschlossen. Diese Vereinbarung bildete bis zum Ende des Heiligen Römischen Reiches eine der Grundlagen für die Kirche im Reich. Das Konkordat war gegen den Willen der Reichsstände, und hier besonders des hohen Klerus, nur zwischen Kaiser und Papst zustande gekommen. Es regelte die päpstlichen Rechte etwa bei der Vergabe von Pfründen, bei der Besetzung kirchlicher Stellen oder die Zahlung von Geldern an die Kurie. Im Konkordat waren nicht alle Ergebnisse der Reformkonzile von Konstanz und Basel (zusammengefasst in der Mainzer Akzeptation vom Reichstag 1439) beachtet worden.
In der Folge kam es auf den Reichstagen zu zahlreichen Beschwerden gegen Papst und Kurie. Dabei ging es darum, den Zustand vor 1448 wiederherzustellen oder an die Mainzer Akzeptation anzuknüpfen. Urheber waren hohe Geistliche, Fürsten und freie Städte. Anfangs lag der Schwerpunkt bei der hohen Geistlichkeit, der es auch darum ging, landeskirchliche Tendenzen im Bereich der großen weltlichen Territorien zu verhindern. Sie wurden daher von Wilhelm Michel als „Standesklagen des deutschen Klerus“ charakterisiert.

## Vorreformatorische Zeit
Das Mainzer Libell von 1451, verfasst von einem nicht bekannten Geistlichen, enthält eine erste Zusammenstellung von Beschwerden. Um 1452 machte der Kurfürst von Trier Jakob I. von Sierck konkrete Reformvorschläge. Aus dem Mainzer Libell entstand nach einer Provinzialsynode der Kirchenprovinz Mainz 1455 die erste eigentliche Zusammenstellung. Es wurden 13 Artikel verabschiedet, die dem Papst unterbreitet werden sollten. Hier stand der Mainzer Erzbischof Dietrich Schenk von Erbach im Zentrum der Opposition gegen die Kurie. Kritikpunkte waren unter anderem das Auftreten der Bettelorden, die Vergabe von Pfründen durch die Kurie und die Höhe von Annaten und anderen Gebühren. Außerdem wünschten die Kleriker vom Papst einen wirksamen Schutz vor der weltlichen Gerichtsbarkeit.
Größere Reichweite hatten die Frankfurter Avisamenta von 1456. Bei dieser Schrift taucht der Begriff Gravamina nationis germanicae als erstes auf. Anlässlich eines neuen Ablasses formulierten auf dem Frankfurter Tag (1456) Abgesandte sämtlicher Kurfürsten mit Ausnahme des Trierers, der Erzbischöfe von Salzburg und Bremen sowie verschiedener Domkapitel offiziell zwölf „Beschwerden, der deutschen Nation auferlegt“ (Gravamina illata Alamaniae nationis). Mehrheitlich waren dies Anliegen des hohen Klerus, und nur ein Beschwerdepunkt der Kurfürsten wurde aufgenommen: Nur weltliche Gerichte in Deutschland sollten weltliche Rechtssachen verhandeln.
Auf dem Reichstag von 1458 wiederholten die Kurfürsten (ohne den Pfälzer) und einige Bischöfe die Frankfurter Avisamenta, ergänzt um weitere Punkte, als Petition an Papst Pius II. Es folgten 1479 die 26 Koblenzer Artikel der drei Erzstifter und 1456 die vom Würzburger Bischof Johann III. von Grumbach und dem Domkapitel verfassten 31 Artikel für die Mainzer Provinzialsynode; beide Texte legen die Frankfurter Avisamenta zugrunde, der Würzburger Text verweist explizit auf die Frankfurter Gravamina nationis Alemanicae et status nostri ecclesiastici. Hier kommen jeweils Beschwerden über die Eingriffe weltlicher Herrscher in die geistliche Gerichtsbarkeit hinzu.
Maximilian I. machte die Gravamina zum Werkzeug kaiserlicher Außenpolitik. Auf den Reichstagen 1497 (Freiburg) und 1500 (Augsburg) wurden die antikurialen Beschwerdepunkte diskutiert. Nach dem vom Papst verursachten Bruch der Liga von Cambrai nutzten Maximilian, möglicherweise auf Beratung seines Kanzlers Matthias Lang hin, die Gravamina für antipäpstliche politische Ziele. So wollte der Kaiser politischen Druck auf den Papst ausüben und damit dem Beispiel Frankreichs folgen. Maximilian schickte 1510 seinen Privatsekretär Jakob Spiegel zu dessen Onkel, dem Humanisten Jakob Wimpheling und beauftragte ihn zu einem Gutachten über folgende drei Fragen:
- Wie kann die Pfründenvergabe an Günstlinge der Kurie (sogenannte Kurtisanen, Pfründenjäger) beendet werden?
- Wie können die Annaten abgeschafft werden?
- Kann ein deutscher Erzbischof (etwa von Mainz, Magdeburg und Salzburg) zum ständigen Legaten ernannt werden und damit Entscheidungskompetenz für Fragen erhalten, die bisher in Rom entschieden wurden?

Als Grundlage für das Gutachten legte Spiegel Wimpheling die Pragmatische Sanktion von Bourges vor. Wimpheling zitierte zunächst die Pragmatische Sanktion, dann setzte eine zehn Punkte umfassende Gravamina-Liste auf. In der Hauptsache verwies Wimpheling auf die finanzielle Schädigung des Reichs durch den Papst. Er griff dabei wörtlich auf ein Privatschreiben zurück, das der Mainzer Kanzler Martin Mair bereits 1457 an Enea Silvio Piccolomini gerichtet hatte. Mayr war mit Piccolomini persönlich befreundet, und nutzte die Gratulation zu Piccolominis Ernennung zum Kardinal von Siena, um problematische Entwicklungen in der Kirche zu benennen. „So sehr ich mich also über deine neue Würde freue, so sehr beunruhigt und quält es mich, dass man gerade zu deiner Zeit solche Pläne verfolgt.“ Aber vielleicht könne der neue Kardinal ja „Dämme“ errichten und diese Entwicklungen aufhalten. Mairs Aufstellung der Kritikpunkte kann als klassisch gelten:
- Der Papst beachte die Beschlüsse der Reformkonzilien nicht.
- Die Bestimmung des Wiener Konkordats, wonach die Kurie die Bischofswahl eines Domkapitels bestätigen muss, werde so gehandhabt, dass zahlreiche Wahlen durch das jeweilige Domkapitel von Rom nicht anerkannt würden.
- Pfründen gingen an Personen, die an der Kurie entsprechend intrigierten. Obwohl nach kanonischem Recht verboten, gebe es Anwartschaften (Exspektanzen) auf unerledigte Pfründen.
- Die Annaten seien sehr hoch, ihre Eintreibung sei rücksichtslos.
- Die hohen Ämter der kirchlichen Hierarchie gingen an die Meistbietenden.
- Ablässe würden als Finanzquelle gebraucht.
- Die Türkensteuer werde ohne Absprache mit deutschen Stellen erhoben.
- Bereits in der ersten Instanz ziehe Rom Prozesse an sich.

Piccolomini verfasste 1458 eine ausführliche Entgegnung (später als Germania bezeichnet); im gleichen Jahr wurde er Papst. Die Germania wurde aber ihrerseits von deutschen Humanisten, darunter Wimpheling, kritisch rezipiert, und so wirkte Mairs Privatschreiben weiter. Politisch blieb Wimphelings Gutachten folgenlos, da der Kaiser schon kurz darauf auf die Seite des Papstes überging und seine nationalkirchliche Politik nicht weiter verfolgte. Mittelfristig wurde aber wichtig, dass ein Humanist vom Niveau Wimphelings die Gravamina vertreten hatte. Spiegel ließ dessen Gutachten von 1510 nämlich im Mai 1520 drucken.
Die Reichsstände benutzten die Gravamina während des Reichstages von Augsburg im Jahr 1518 dazu, um die Ablehnung einer vom Papst ausgeschriebenen, vom Kaiser unterstützten Türkenabgabe zu begründen. Neu war, dass dabei die negative Stimmung in der Bevölkerung thematisiert wurde, die durch frühere Kreuzzugsabgaben entstanden sei. Eine Aufstellung von Gravamina, die vom Bischof und Klerus zu Lüttich verfasst worden war, kritisierte hauptsächlich das Finanzgebaren der Kurie. Sie wurde Kaiser und Legat auf dem Reichstag übergeben und 1519 in die Wahlkapitulation von Karl V. aufgenommen.

## Reformationszeit
Martin Luther hatte von den Gravamina spätestens seit dem Augsburger Reichstag von 1518 Kenntnis. In seiner Schrift An den christlichen Adel deutscher Nation von des christlichen Standes Besserung, gedruckt im August 1520, bezog er sich vielfach darauf. Indem er ein populäres Thema aufnahm, verschaffte er seinen eigenen Anliegen größere Resonanz. Er begnügte sich nicht nur mit der Aufzählung von Gravamina, sondern machte auch konkrete Reformvorschläge. Dadurch erhielt die Diskussion eine neue Qualität. Luther wandte sich nicht an die Entscheidungsträger, die ein Konzil der Universalkirche einberufen könnten: „Es ist eine Schrift, die betont zu einem deutschen Thema an deutsche Instanzen schreibt,“ so Volker Leppin.
Auf dem Wormser Reichstag von 1521 flossen Gravamina- und Wittenberger Reformationsbewegung ineinander. Auf den Entwurf einer kaiserlichen Erklärung gegen Luther erwiderten die Stände, es solle nicht nur Luther zitiert werden, sondern auch die Gravamina diskutiert werden. Dass Luther als Vertreter der Gravamina-Bewegung wahrgenommen wurde, hatte seine Vorladung nach Worms zur Folge, obwohl er bereits als Ketzer verurteilt war: Die Stände unterschieden zwischen Luthers dogmatischen Überzeugungen (diese sollte er nach Belehrung widerrufen), und seinen anderen Artikeln, in denen man nach Billigkeit weiter mit ihm verfahren wollte. Diese anderen Reformanliegen Luthers waren die Gravamina.
Ein Ausschuss der Reichsstände unter Vorsitz von Georg von Sachsen, den die Vertreter der geistlichen Stände allerdings bald verließen, sammelte 102 Beschwerden gegen Rom. Dies war die größte Sammlung ihrer Art. Wurde die Gravaminabewegung bislang vor allem von der hohen Geistlichkeit getragen, wurde sie nunmehr (bis 1530) ausschließlich eine Angelegenheit der weltlichen Stände. Auch inhaltlich kam es zu Veränderungen. Zu der Kritik an Papst und Kurie kam auch die an der Lebensführung des hohen und niederen Klerus, an den Kirchenstrafen und an der geistlichen Gerichtsbarkeit im Reich selbst. Wegen der Kritik am deutschen Klerus distanzierten sich die geistlichen Fürsten davon. Obwohl das Dokument nur Entwurfscharakter hatte, wurde es mehrfach gedruckt und dadurch bekannt. Ein direkter Einfluss von Luthers Adelsschrift ist im Wortlaut allerdings nicht erkennbar.
Als Luther in Worms eintraf, war die Zusammenstellung der Gravamina noch in Arbeit. Aber er bezog sich darauf. Luther unterteilte nach Bedenkzeit seine Schriften in drei Gruppen: erbauliche Schriften, Schriften gegen das Papsttum und Schriften gegen einzelne Parteigänger des Papstes. Bei der zweiten Gruppe berief er sich auf die „Erfahrung und Klage aller …, daß vor allem in dieser ruhmreichen deutschen Nation Hab und Gut … von unglaublicher Tyrannei verschlungen werden.“ Das zielte auf die Sympathie der Anwesenden, schließlich wurden zeitgleich die Gravamina erarbeitet. Luther trat auf, als werde er (nur) für seine Adelsschrift zur Verantwortung gezogen und habe nicht die Transsubstantiationslehre und andere Aspekte der Sakramententheologie geleugnet.
Auf dem Reichstag von 1523 in Nürnberg wurden die Gravamina in nunmehr 74 Artikeln neu zusammengestellt und vom Reichsregiment offiziell dem Papst übersandt.  Der Titel lautete: Teutscher nation beschwerd von den Geistlichen. Durch die Weltlichen Reichsständ, Fürsten und Herren, Bapst Adriano schrifftlich überschickt. Als päpstlicher Legat wies Lorenzo Campeggi diese Beschwerden zurück: Sie widersprächen der päpstlichen Autorität, der man Gehorsam schuldig sei, „und etlich der ketzerei verdacht sein.“ Ein Jahr später forderte der dritte Nürnberger Reichstag ein Nationalkonzil, das die Gravamina behandeln sollte.
Die Mainzer Provinzialsynode reagierte im September 1524 auf diese Planungen eines Nationalkonzils, indem eine Widerlegung einzelner Gravamina-Artikel erarbeitet wurde. Ein Vorbild hatten diese Gegengravamina in den Vorwürfen von Passau gegen Österreich 1523, in denen Eingriffe des weltlichen Staates in die geistliche Gerichtsbarkeit (Missachtung des privilegium fori), Behinderungen des kirchlichen Finanzwesens und Missbrauch des Patronatsrechts festgestellt wurden.
Zum letzten Mal 1526 kam es auf dem Reichstag von Speyer zu einer Einigung der ständischen Ausschüsse über antipäpstliche Gravamina. Beim Reichstag von Augsburg von 1530 beteiligten sich die protestantischen Stände nicht mehr an der Debatte über die Gravamina. Diese hatte sich erledigt, weil protestantische weltliche Obrigkeiten im Sinne eines landesherrlichen Kirchenregiments selbst Reformen angingen. Dagegen verfolgten die altgläubigen Stände das Thema der Gravamina weiter. Die Konflikte zwischen weltlichen und geistlichen Ständen wurden weitgehend ausgeräumt. Es kam zur Zusammenstellung von 71 Artikel in einer kaiserlichen Konstitution. Karl V. versprach, diese dem Papst zu unterbreiten. Die Konstitution wurde allerdings nie in Kraft gesetzt. Sie hat aber als Ausgleichsdokument dazu beigetragen, die Konflikte innerhalb des altgläubigen Lagers zu verringern. In der Folge wurde an die Gravamina mehrfach erinnert, so durch die deutschen Bischöfe auf dem Regensburger Reichstag 1541 und in der Konzilsinstruktion der Salzburger Kirchenprovinz 1543.

## Inhalte
Inhaltlich umfassten die Gravamina sowohl kirchliche wie auch weltliche Fragen. Im Zentrum jedoch standen die Klagen über kirchliche Missstände und insbesondere über das Papsttum. Die Kritik am Papsttum war Teil der spätmittelalterlichen Kirchenkritik und richtete sich gegen die Einflussnahme von Papst und Kurie auf die Besetzung kirchlicher Ämter und Pfründen im Reich, gegen Geldzahlungen für kirchliche Akte etwa in Form des Ablasshandels, Gebühren für Weihehandlungen und ähnliches. Man wollte verhindern, dass damit die Deutschen die Prachtentfaltung der Renaissancepäpste finanzierten. Weiter kritisierte man die Willkür kirchlicher Prozessverfahren. Zusammengenommen bedeuteten die Gravamina die Forderung nach einer grundlegenden Reform der Kirche und ihrer Rückbesinnung auf die religiösen Quellen.

## Bedeutung
Die Gravamina hatten Teil an der Entwicklung des spätmittelalterlichen und frühneuzeitlichen speziellen deutschen Selbstbewusstseins. Dazu haben insbesondere Jakob Wimpfeling und Ulrich von Hutten in den ersten Jahrzehnten des 16. Jahrhunderts beigetragen. Hutten etwa hat 1518/19 anstelle der Türken oder Frankreichs den Papst als Gegner der „teutschen Freiheit“ identifiziert. Papst und Kirche wurden im „Welschland“ verortet. In ethnischer Weise wurde wie auch in Luthers Adelsschrift ein Gegensatz zu „Teutschland“ konstruiert.
Nach Einschätzung des evangelischen Kirchenhistorikers Johannes Wallmann bestand die Bedeutung der Gravamina für die Reformationsgeschichte darin, dass sie, auf mehreren Reichstagen vorgetragen und „vom nationalbewußten deutschen Humanismus aufgenommen“, bereits vor dem Auftreten Luthers ein romfeindliches Klima geschaffen hätten. Er zitiert zustimmend den katholischen Kirchenhistoriker Joseph Lortz: „Ohne die Gravamina der deutschen Nation hätte die Nation auf jenen ersten Ruf Luthers nicht geantwortet, wäre Luther nicht zum Reformator geworden, wäre die Reformation nicht gekommen.“
Mit dem Reformprozess nach dem Konzil von Trient verlor die Gravamina-Bewegung in den altgläubigen Territorien zunächst ihre Relevanz. Das Thema lebte aber im 17. Jahrhundert infolge der verstärkten Zentralisierung der römisch-katholischen Kirche wieder auf. 1673 griffen die geistlichen Kurfürsten mehrere alte Gravamina auf: der Ablauf von Bischofswahlen, das Annaten- und Pfründenwesen. Ähnlich bezog sich die Emser Punktation von 1786 auf die Gravamina-Tradition. Sie ging in die Konkordatsliteratur des 17. und 18. Jahrhunderts ein „und trugen damit zum Ausbau der neuzeitlichen episkopalistischen Theorie in Deutschland bei.“ Die Gravamina waren im 18. Jahrhundert ein Element in den Bestrebungen zu einer unabhängigen, von den Erzbischöfen von Mainz, Köln, Trier und Salzburg geleiteten katholischen Nationalkirche (Febronianismus). Anton Schindling stellt für das 18. Jahrhundert fest: „Die katholische Reichskirche mit ihren geistlichen Fürstentümern war … Trägerin eines spezifisch konturierten kirchlichen Nationalbewußtseins, das mit einigen Einschränkungen als «deutsch-katholisch» bezeichnet werden kann, wenn dieser Begriff nicht im enggeführten Sinne des 19. Jahrhunderts verstanden wird.“